# Методи розпізнавання тексту
Методи розпізнавання тексту-символів різних зображень забезпечує розв'язання ряду наукових та прикладних задач при ідентифікації об'єктів різної природи. Сучасні методи розпізнавання символів використовуються для розв'язанняяк типових задач, наприклад розпізнавання тексту, так і спеціалізованих задач, орієнтованих на розпізнавання символьної інформації, нанесеної на поверхню різних об'єктів. Існує достатньо велика кількість програм, призначених для розпізнавання тексту (наприклад, FineReader, Readiris, ScanSoft OmniPage та ін.). Кожна з цих програм пропонує свою реалізацію розв'язання задачі обробки та розпізнавання зображень.

## Шаблонний метод
Шаблонні методи перетворюють зображення окремого символу в растрове, порівнюють його зі всіма шаблонами, наявними в базі і вибирають шаблон з найменшою кількістю точок, відмінних від вхідного зображення. Шаблонні методи досить стійкі до дефектів зображення і мають високу швидкість обробки вхідних даних, але надійно розпізнають тільки ті шрифти, шаблони яких їм „відомі”. І якщо розпізнаний шрифт хоч трохи відрізняється від еталонного, шаблонні методи можуть робити помилки навіть при обробці дуже якісних зображень.

## Структурний метод
Структурні методи розпізнавання зберігають інформацію не про поточкове написання символу, а про його топологію. Еталон містить інформацію про взаємне розташування окремих складових частин символу. Перевага методу – стійкість до зсуву і повороту символу на невеликий кут, до різних стильових варіацій шрифтів. Однак, при повороті на кут, більший десяти градусів, даний метод не може бути використаний для розпізнавання символів. При застосування цього методу неважливими стають такі ознаки як розмір букви, що розпізнається і навіть шрифт, яким вона надрукована. Проте, основною проблемою цього методу є ідентифікація знаків, які містять певні дефекти (наприклад, розрив ліній або з'єднання сусідніх ліній).

## Ознаковий метод
Ознакові методи базуються на тому, що зображенню ставиться у відповідність N-мірний вектор ознак. Розпізнавання полягає в порівнянні вектора ознак з набором еталонних векторів тієї ж розмірності. Переваги методу – простота реалізації, хороша узагальнювальна здатність, висока швидкість розпізнавання. Недолік методу – висока чутливість до дефектів зображення. Крім того, ознакові методи мають інший недолік — на етапі виділяння ознак відбувається незворотня втрата частини інформації про символ. Виділяння ознак проходить незалежно, тому інформація про взаємне розташування елементів символів втрачається.